# Valbert d'Aoste
Valbert ou Gualbert d'Aoste  (latin: Walbertus, Vualbertus, Walpertu et italien: Valperto), mort le 25/26 octobre 1212, est un ecclésiastique qui fut évêque d'Aoste entre 1186 et 1212.

## Biographie
Valbert, d'origine inconnue, est prévôt de Saint-Gilles à Verrès jusqu'au 2 juin 1185, puis chanoine à la Collégiale de Saint-Ours, comme l'indique la mention de son décès dans le nécrologue. Il apparait pour la première fois comme évêque dans la documentation  le 10 mai 1186 quand il souscrit un privilège accordé par Frédéric Ier Barberousse à  Aymon Ier de Briançon dit le Chartreux, archevêque de Tarentaise. Les derniers documents où il est mentionné sont un acte de Gerardo évêque de Novare du 22 novembre 1210 et un accord passé avec Obert de Bard, évêque d'Ivrée, le 27 juin 1212 relatif à des biens possédés par l'évêque dans la Vallée d'Aoste. Il s'agit vraisemblablement l'année de sa mort. Sa disparition est relevée dans nécrologe de la collégiale le 26 octobre : « VII Kal. nov. Ob. Valbertus episcopus Augustensis et canonicus S. Ursi ». Le martyrologe de la cathédrale enregistre le même évènement le 25 du même mois : « Obitus Valperti aug. episcopi ».